# سكك حديد بلغاريا الحكومية
السكك الحديدية الحكومية البلغارية (بالبلغارية: Български държавни железници)‏ (المختصر باسم، BDZ أو BDŽ ) هي شركة السكك الحديدية الحكومية البلغارية وأكبر ناقلة للسكك الحديدية في البلاد، تم تأسيسها ككيان في عام 1888. يقع مقر الشركة في العاصمة صوفيا . منذ تسعينيات القرن الماضي، واجهت بي دي سيريوس منافسة شديدة من نقل السيارات. حتى عام 2002 ، كانت الشركة تمتلك / تدير أيضًا البنية التحتية للسكك الحديدية في البلاد، وفقًا للوائح الاتحاد الأوروبي  تم تأسيس شركة حكومية جديدة، الشركة الوطنية للبنية التحتية للسكك الحديدية، وأصبحت مالكًا للبنية التحتية.
بلغاريا عضو في الاتحاد الدولي للسكك الحديدية (UIC). رمز البلد UIC لبلغاريا هو 52.

## التاريخ
ال روس - فارنا ، أول خط سكة حديد بلغاري، بدأ في عام 1864. وقد كلفت الحكومة التركية لها شركة إنجليزية يديرها ويليام غلادستون ، سياسي، وإخوان باركلي، مهندسون مدنيون. الخط الذي كان 223   كم، افتتح في عام 1866.
في عام 1870 ، بدأ البارون موريس دي هيرش بناء خط السكك الحديدية القسطنطينية - بيلوفو، الذي اكتمل بعد ثلاث سنوات.
في عام 1885 ، أقرت الجمعية الوطنية قانون السكك الحديدية، والذي بموجبه تعتبر السكك الحديدية في بلغاريا ملكية الدولة وكان من المقرر أن تديرها الدولة. في عام 1888 ، قامت حكومة ستيفان ستامبولوف بمصادرة خط السكك الحديدية فاكاريل - بلوفو (الذي تم بناؤه وتشغيله من قبل فيتاليز) وبدأت في تشغيله. في 1 أغسطس، تم فتح خط تيساريبرود بأكمله ( ديميتروفغراد ، صربيا ) - صوفيا - بلوفو للسكك الحديدية للمرور الدولي. اشترت الدولة خط سكة حديد روس - فارنا وبدأت في تشغيله في 10 أغسطس. لذلك تم إنشاء السكك الحديدية البلغارية على أساس خطوط السكك الحديدية تساريبرود - صوفيا - بلوفو و روس - فارنا. تم إنشاء وزارة مستقلة للسكك الحديدية ومكاتب البريد والتلغراف في عام 1912 ، تلتها مدرسة السكك الحديدية الحكومية في عام 1923.
كان خط السكك الحديدية الرئيسي التالي الذي سيتم فتحه هو خط السكك الحديدية دون البلقان، في عام 1952.
تم إدخال جرار الديزل في عام 1963 لحركة القطارات مع قاطرات بي بي الهيدروليكية-الديزل ( الفئة 04 ) ، التي بناها (سيمر جراز باوكر) . بدأ الخط المكهرب الأول، صوفيا - بلوفديف، في العمل في نفس العام مع الفئة 41 الجديدة، التي بناها شكودا . تم الانتهاء من خط المسار المضاعف الأول، سيندل - فرنا، بعد عام واحد.
في عام 1978 ، بدأت العمليات على خط العبارات فرنا - تشورنومورسك مع أربع عبارات قطار قادرة على حمل كل 104 أربعة محاور عربات. شيد مرفق القياس في بيلوسلاف
في 1 يناير 2002 ، دخل قانون النقل بالسكك الحديدية الجديد حيز التنفيذ، وأقرته الجمعية الوطنية لجمهورية بلغاريا، والذي بموجبه تم تقسيم الشركة الوطنية للسكك الحديدية البلغارية إلى شركتين منفصلتين - حاملة للسكك الحديدية (سكك حديد بلغاريا الحكومية EAD) ومؤسسة للبنية التحتية لها (الشركة الوطنية للبنية التحتية للسكك الحديدية)
حذرت المفوضية الأوروبية بلغاريا رسمياً في مايو 2010 من عدم تنفيذ قواعد السكك الحديدية الأولى بشأن رسوم الوصول إلى المسار.  في أكتوبر 2010 ، تم الإعلان عن المزيد من إعادة الهيكلة، حيث أصبحت شركة قابضة، وتم تخصيص جميع الأسهم الدارجة للشركات التابعة للركاب والشحن. 

## روابط خارجية
- Template:Bl icon الموقع الرسمي Template:Bl icon باللغة الإنجليزية
- خريطة غير رسمية لنموذج السكك الحديدية البلغارية Template:Bl icon باللغة الإنجليزية
- تعزيز البنية التحتية للسكك الحديدية في بلغاريا باللغة الإنجليزية
- Template:Bl icon منتدى القاطرات البلغارية Template:Bl icon باللغة الإنجليزية
- دروس السكك الحديدية في الدولة البلغارية linst @ Trainspo باللغة الإنجليزية

## الحواشي
1. ↑  "News in Brief". Railway Gazette. 2010. مؤرشف من الأصل في 2020-04-11. اطلع عليه بتاريخ 2010-07-05.
2. ↑  "Railway Gazette: BDZ becomes holding company". مؤرشف من الأصل في 2020-04-11. اطلع عليه بتاريخ 2010-11-19.